# 타흐터 달러
타흐터 달러(아일랜드어: Teachta Dála [ˌtjɒxtə ˈdɔːlə])는 에러크터스(아일랜드 의회)의 하원인 다일 에이렌의 구성원, 즉 하원의원이다.